# 세르히 플로히
세르히 미콜라요비치 플로히(우크라이나어: Сергі́й Микола́йович Пло́хій, 영어: Serhiy Plokhiy, 1957년 5월 23일~)는 우크라이나의 역사학자, 저술가이다. 조국 우크라이나를 비롯한 동유럽의 역사와 냉전사를 주로 연구했으며 앨버타 대학교 교수를 거쳐 현재 하버드 우크라이나 연구소 소장을 맡고 있다.

## 저서
- 《근대 초기 우크라이나의 코사크와 종교》(The Cossacks and Religion in Early Modern Ukraine, 2002)
- 《제정 러시아 부수기: 미하일로 흐루셰우스키와 우크라이나 역사 서술》(Unmaking Imperial Russia: Mykhailo Hrushevsky and the Writing of Ukrainian History, 2005)
- 《슬라브 국가의 기원》(The Origins of the Slavic Nations, 2006)
- 《얄타》(Yalta, 2010)
- 《마지막 제국: 소비에트 연방의 마지막 날》(The Last Empire: The Final Days of the Soviet Union, 2014)
- 《체르노빌: 우크라이나의 비극》(Chernobyl: History of a Tragedy, 2018)
- 《유럽의 문》(The Gates of Europe, 2015)
- 《핵의 오판: 쿠바 미사일 위기의 역사》(Nuclear Folly: A History of the Cuban Missile Crisis, 2021)

## 수상
- 안토노비치상(2015)
- 라이오넬 겔버 상(2015)
- 베일리 기퍼드 상(2018)
- 타라스 셰우첸코 상(2018)